# Bassár el-Aszad
Bassár el-Aszad (Baššār al-Asad, arab betűkkel بشار الأسد; Damaszkusz, 1965. szeptember 11. –) szíriai politikus, 2000-től hatalma 2024-es megdöntéséig Szíria elnöke és a Baasz Párt főtitkára. Az 1971-től haláláig szintén elnöki hivatalt betöltő Háfez el-Aszad fia és utódja.
2024. decemberében a felkelők elől Oroszországba menekült, ezzel a kormánya és az Aszad-rezsim megbukott.

## Útja az elnökségig
Háfez el-Aszad és Anísze Mahlúf második fia 1965-ben született, amikor a Baasz Párthoz tartozó, tábornoki rangú, alavita származású apja a szír légierő parancsnoka volt. A következő évben, Szaláh Dzsadíd baaszista puccsa nyomán az idősebb Aszad hadügyminiszter lett, majd 1970-ben, a „javító forradalomnak” elkeresztelt puccsal magának szerezte meg a hatalmat. Egy évig miniszterelnök volt, majd 2000-ben bekövetkezett haláláig az állam elnöke lett. Bassár nevű fiát eredetileg nem politikai pályára szánta: kiszemelt örököse az elsőszülött Bászel el-Aszad volt, aki a biztonsági szolgálat vezetője lett, emellett kiváló sportemberként volt ismert. A második fiú, aki franciául és angolul is megtanult, orvosi pályára lépett: szemésznek tanult a Damaszkuszi Egyetemen. Damaszkusz egyik katonai kórházában volt rezidens, majd 1992-től továbbképzésen vett részt a londoni West Eye Hospitalban. Itt ismerkedett meg későbbi feleségével, a szír emigránsoktól származó Aszmá Favváz al-Ahrasszal.
1994-ben Bászel al-Aszad autóbalesetben elhunyt, ekkor Bassár kénytelen volt megszakítani tanulmányait és hazatérni Szíriába. Itt katonai képzésben részesült a homszi katonai akadémián, és 1999-re vezérkari őrnagyi rangot szerzett. Ezekben az években ő állt a korrupcióellenes kampány élére, emellett síkra szállt a modernizáció és az internet elterjesztése mellett.

## Elnöksége
2000. június 10-én, országlása harmincadik évében elhunyt Háfez el-Aszad. Miután a parlament a korábbi negyven évről harmincnégyre szállította le az elnökség alsó korhatárát, így lehetővé téve Bassár el-Aszad indulását, a szavazatok 97,2%-ával az elhunyt elnök fiát választották Szíria államfőjévé. A hétéves ciklus lejárta után, 2007-ben ismét hasonló arányban választották elnökké.

### Belpolitika
Bassár el-Aszad, bár kezdetben számos politikai fogolynak adott amnesztiát, lehetővé tette reformer értelmiségiek számára a véleménynyilvánítást és lépéseket tett a sajtó korlátozásainak csökkentése felé, rövidesen visszatért a korábbi politikához, és lényegében fenntartotta az apja által kialakított, hadseregre és titkosszolgálatokra támaszkodó, elnyomó, diktatórikus rendszert. Ebben a fegyveres testületeket és állami szerveket vezető régi gárda szerepe sem zárható ki. A rendkívül korruptnak tartott politikai rendszerrel ellentétben a gazdaság terén reformokat hajtott végre, szakítva apja szocialista politikájával, aminek köszönhetően Szíria egyre nyitottabbá válik, és egyre kisebb az állami irányítás mértéke.

### Külpolitika
Bassár el-Aszad külpolitikailag nehéz helyzetben kezdte az elnökségét. Az országa által el nem ismert Izrael 1967 óta megszállás alatt tartja a Szíriához tartozó Golán-fennsíkot, a szíriai csapatok viszont 1976 óta Libanon egy részét ellenőrizték az ottani polgárháború kapcsán. A szintén baaszista Szaddám Huszein iraki rendszerével ellenséges Háfez el-Aszad az 1980-as években Irán fontos szövetségesévé lépett elő, amit megkönnyített, hogy az alavita szekta a síita iszlám egyik leágazásából alakult ki. Iránnal közösen támogatta a nyugati világban terroristának tekintett libanoni síita Hezbollahot, illetve a palesztin Hamászt is, noha annak iszlamizmusát országán belül tűzzel-vassal üldözte. Ennek köszönhetően a republikánus John Bolton 2002-ben Szíriát is a „gonosz tengelyéhez” sorolta.
Tovább nehezítette a helyzetet, hogy a damaszkuszi vezetés 2003-ban elítélte az iraki háborút, majd az, hogy 2005-ben a szír titkosszolgálatot vádolták meg Rafík el-Haríri volt libanoni miniszterelnök meggyilkolásával. A damaszkuszi kormányzat következetesen tagadja a vádakat, és még abban az évben kivonta csapatait a szomszédos országból. Ezután a két ország a kapcsolatok normalizálásának útjára lépett: kölcsönösen elismerték egymást, és nagykövetségeket létesítettek a két fővárosban. A 2006-os második libanoni háború kapcsán Aszad elnök elítélte Izraelt és kiállt az ellenálló Hezbollah mellett, de röviddel utána tárgyalásokba kezdett a zsidó állammal Törökország közvetítésével, kilátásba helyezve a békekötést és Izrael elismerését annak fejében, hogy az kivonul a Golán-fennsíkról. Az Izraellel folytatott tárgyalások a 2008–2009-es Izrael–Hamász-konfliktus kapcsán megszakadtak. Eközben a szír–amerikai kapcsolatok is fejlődésnek indultak: több delegáció látogatott Damaszkuszba. Az Aszad-kormányzat jó viszonyt ápol Oroszországgal, amit támogatott a 2008-as orosz–grúz háború során.

### 2011-es felkelés és 2024-es bukása
2011 januárjában az észak-afrikai arab forradalmakat követve Szíriában is megmozdulások kezdődtek a diktatúra, az emberi jogok folyamatos megsértése ellen. A hatalom erőszakosan lépett fel a demonstrálókkal szemben, a tüntetések elfajultak. Márciustól el-Aszad rendfenntartó erői éles lőszerrel tüzeltek a tiltakozókra, több száz embert megöltek. A tömeggyilkosságok, kegyetlenkedések, kínzások hatására május 9-én az EU beutazási tilalmat rendelt el a rezsim vezetői ellen, majd a hónap végén maga az elnök is a listára került.
2024. december 8-án, miután a lázadók mindössze pár nap alatt elfoglalták a jelentős szír nagyvárosokat és végül Damaszkuszt, az elnök orosz közreműködéssel Moszkvába menekült.

## Családja

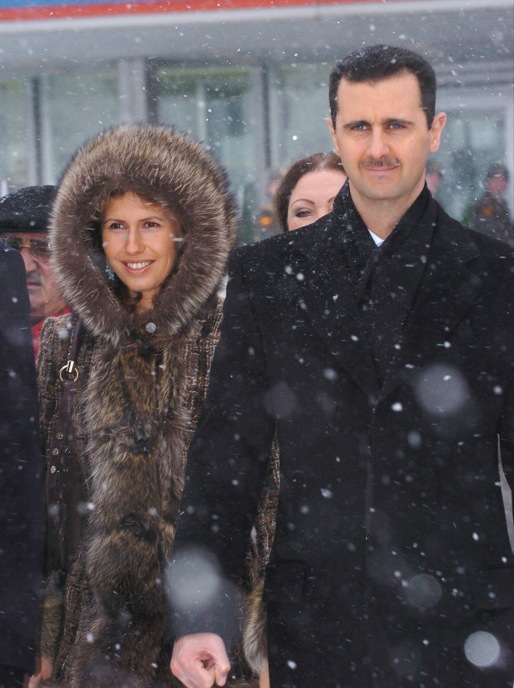
Aszad elnök és felesége Moszkvában, 2008-ban

Bassár el-Aszad 2000 decemberében vette feleségül a nála tíz évvel fiatalabb, szunnita muszlim Aszmát, Favváz Ahrasz kardiológus és a diplomata Szahár Otri lányát, aki francia irodalmat és számítástechnikát tanult, majd befektetési bankárként dolgozott. Az elnöki párnak két fia és egy lánya született:
- Háfez el-Aszad (2001. december 3.)
- Zejn el-Aszad (2003. november 5.)
- Karím el-Aszad (2004. december 16.)